# Avantgarde Music
Avantgarde Music – włoska wytwórnia płytowa założona przez Roberta Mammarelle, członka grupy Monumentum. Dziedziną wytwórni są głównie ekstremalne odmiany heavy metalu.
Nakładem wytwórni ukazały się albumy takich wykonawców jak: Behemoth, Carpathian Forest, Dark Sanctuary, Katatonia, Keep of Kalessin, Mayhem, Opera IX, StrommoussHeld, Winds, Unholy.